# Francesco Prisco (giornalista)
Francesco Prisco (Pompei, 1976) è un giornalista e scrittore italiano.

## Biografia
Redattore a Il Sole 24 Ore, si occupa di economia della musica e business dell'entertainment. Vive e lavora a Milano. Laureato in lettere classiche, per il quotidiano milanese cura il blog Money, it's a gas! che dal 2015 racconta la filiera della musica, e la video-rubrica Tre Pezzi Facili, dedicata a "figure e figuri della musica contemporanea" nella quale dal 2019 intervista i protagonisti della scena musicale italiana e internazionale. Sempre per Il Sole 24 Ore è autore di Cattivissimo Lui, la rubrica satirica del sabato online su 24+. È autore di saggi e romanzi. Nel 2018 ha vinto il Premio giornalistico State Street per la categoria Innovation. Ha collaborato alla realizzazione della copertina di Fake News, album dei Pinguini Tattici Nucleari uscito nel dicembre 2022.

## Opere
- L'ultima produzione narrativa di Vasco Pratolini, «Critica Letteraria», Napoli, Loffredo, 2001
- Psychedelicon, Napoli, Guida Editori, 2006, ISBN 9788860421456
- Bomba carta[4], Napoli, Guida Editori, 2011, ISBN 8866660930
- La music economy, Milano, Il Sole 24 Ore, 2019 (instant book allegato a Il Sole 24 Ore del giugno 2019)[5]